# 湧網線
湧網線（ゆうもうせん）は、日本国有鉄道（国鉄）が運営していた鉄道路線（地方交通線）。北海道紋別郡上湧別町（現・紋別郡湧別町）の中湧別駅で名寄本線から分岐し、サロマ湖、オホーツク海、能取湖、網走湖の沿岸を通って網走市の網走駅に至る路線であった。
1960年代より沿線の過疎化やモータリゼーションの進行で利用者が減り、国鉄再建法の制定（1980年）により第2次特定地方交通線に指定され、国鉄分割民営化直前の1987年3月20日に全線が廃止された。なお、営業末期の列車本数は、全線直通が1日5往復と浜佐呂間発中湧別行きの区間列車1本まで減らされていた。
遠軽駅 - 網走駅間は、名寄本線と当線を経由する方が内陸を通る石北本線経由より営業キロが若干短く、ある時期においては当線の最終の網走発遠軽行き普通列車は、石北本線経由の網走発札幌行き夜行急行列車「大雪」（北見駅までは普通）より遅く出ても遠軽駅に先着するダイヤになっていた。

## 路線データ（廃止時）
- 管轄：日本国有鉄道
- 路線距離（営業キロ）：中湧別 - 網走 89.8km [1][2]
- 駅・仮乗降場数：27（起終点駅を含む。駅：16、仮乗降場：11）
- 軌間：1067mm [1]
- 複線区間：なし（全線単線）
- 電化区間：なし（全線非電化）[1]
- 閉塞方式：タブレット閉塞式
  - 交換可能駅：3（計呂地、佐呂間、常呂。以前は、芭露駅・床丹駅・知来駅・浜佐呂間駅・卯原内駅にも交換設備が設置されていた）

## 歴史
名寄本線の中湧別と網走本線（現在の石北本線）の網走を短絡する鉄道として計画されたもので、改正鉄道敷設法別表には第146号に「北見國中湧別ヨリ常呂ヲ經テ網走ニ至ル鐡道」として規定されている。
建設は網走側、中湧別側両方から進められ、1935年からそれぞれ湧網東線（ゆうもうとうせん）、湧網西線（ゆうもうさいせん）として順次開業した。太平洋戦争により中断したが、1953年に全通し湧網線となった。
1980年に国鉄再建法が成立すると、第2次特定地方交通線に指定され、1987年3月に廃止された。

### 湧網西線
- 1935年（昭和10年）10月20日 中湧別 - 計呂地間 (16.5km) を湧網西線として新規開業[2][5]。芭露駅・計呂地駅を新設[1]。
- 1936年（昭和11年）10月17日 計呂地 - 中佐呂間間 (12.8km) を延伸開業[2][6]。床丹駅・中佐呂間駅を新設[1]。

### 湧網東線
- 1935年（昭和10年）10月10日 網走 - 卯原内間 (13.2km) を湧網東線として新規開業[2][7]。二見ヶ岡駅・卯原内駅を新設[1]。
- 1936年（昭和11年）10月10日 卯原内 - 常呂間 (17.1km) を延伸開業[2][8]。能取駅・常呂駅を新設[1]。
- 1949年（昭和24年）10月20日? 北見平和仮乗降場を新設[1]。
- 1952年（昭和27年）12月6日 常呂 - 下佐呂間間 (13.5km) を延伸開業[2]。北見共立駅・北見富丘駅・下佐呂間駅を新設[1]。

### 湧網線
- 1953年（昭和28年）10月22日 佐呂間 - 下佐呂間間 (16.7km) を延伸開業し、全通[2]。中湧別 - 網走間を湧網線とする[2]。知来駅・仁倉駅を新設[1]。中佐呂間駅を佐呂間駅に改称[1]。
- 1954年（昭和29年）1月1日 北見平和仮乗降場を駅に改める[1]。
- 1955年（昭和30年）12月25日 福島仮乗降場・志撫子仮乗降場・若里仮乗降場・興生沢仮乗降場・紅葉橋仮乗降場・大曲仮乗降場を新設[1]。
- 1956年（昭和31年）
  - 1月7日 土佐仮乗降場・常呂港仮乗降場・中能取仮乗降場を新設[1]。
  - 5月1日 東富丘仮乗降場・二見中央仮乗降場を新設[1]。
  - 8月20日 浜床丹仮乗降場を新設[1]。
  - 12月20日 堺橋仮乗降場を新設[1]。
- 1958年（昭和33年）7月1日 五鹿山仮乗降場を新設[1]。
- 1963年（昭和38年）10月1日 下佐呂間駅を浜佐呂間駅に改称[1]。
- 1972年（昭和47年）2月8日 土佐仮乗降場[1]・常呂港仮乗降場・中能取仮乗降場を廃止。
- 1984年（昭和59年）6月22日 第2次特定地方交通線として廃止承認[9]。
- 1987年（昭和62年）3月20日 全線 (89.8km) を廃止し[2][1]、網走バスのバス路線に転換[10]。

## 駅一覧
接続路線の事業者名・駅の所在地は湧網線廃止時点のもの。全駅が北海道網走支庁（現：オホーツク総合振興局）管内に所在。
| 駅名             | 営業キロ | 営業キロ | 接続路線                                              | 所在地                              |
| 駅名             | 駅間     | 累計     | 接続路線                                              | 所在地                              |
| ---------------- | -------- | -------- | ----------------------------------------------------- | ----------------------------------- |
| 中湧別駅         | -        | 0.0      | 日本国有鉄道：名寄本線 （一部湧別方面、遠軽方面直通） | 紋別郡上湧別町 （現：紋別郡湧別町） |
| 五鹿山仮乗降場   | -        | (2.6)    |                                                       | 紋別郡上湧別町 （現：紋別郡湧別町） |
| 福島仮乗降場     | -        | (4.3)    |                                                       | 紋別郡湧別町                        |
| 芭露駅           | 9.9      | 9.9      |                                                       | 紋別郡湧別町                        |
| 志撫子仮乗降場   | -        | (15.3)   |                                                       | 紋別郡湧別町                        |
| 計呂地駅         | 6.6      | 16.5     |                                                       | 紋別郡湧別町                        |
| 浜床丹仮乗降場   | -        | (19.2)   |                                                       | 常呂郡佐呂間町                      |
| 床丹駅           | 4.5      | 21.0     |                                                       | 常呂郡佐呂間町                      |
| 若里仮乗降場     | -        | (25.0)   |                                                       | 常呂郡佐呂間町                      |
| 佐呂間駅         | 8.3      | 29.3     |                                                       | 常呂郡佐呂間町                      |
| 堺橋仮乗降場     | -        | (31.8)   |                                                       | 常呂郡佐呂間町                      |
| 興生沢仮乗降場   | -        | (33.7)   |                                                       | 常呂郡佐呂間町                      |
| 知来駅           | 6.7      | 36.0     |                                                       | 常呂郡佐呂間町                      |
| 紅葉橋仮乗降場   | -        | (39.1)   |                                                       | 常呂郡佐呂間町                      |
| 仁倉駅           | 5.4      | 41.4     |                                                       | 常呂郡佐呂間町                      |
| 浜佐呂間駅       | 4.6      | 46.0     |                                                       | 常呂郡佐呂間町                      |
| 北見富丘駅       | 3.4      | 49.4     |                                                       | 常呂郡常呂町 （現：北見市）         |
| 東富丘仮乗降場   | -        | (51.9)   |                                                       | 常呂郡常呂町 （現：北見市）         |
| 北見共立駅       | 4.6      | 54.0     |                                                       | 常呂郡常呂町 （現：北見市）         |
| 土佐仮乗降場*    | -        |          |                                                       | 常呂郡常呂町 （現：北見市）         |
| 常呂駅           | 5.5      | 59.5     |                                                       | 常呂郡常呂町 （現：北見市）         |
| 常呂港仮乗降場*  | -        |          |                                                       | 常呂郡常呂町 （現：北見市）         |
| 能取駅           | 7.2      | 66.7     |                                                       | 網走市                              |
| 中能取仮乗降場*  | -        |          |                                                       | 網走市                              |
| 北見平和駅       | 6.4      | 73.1     |                                                       | 網走市                              |
| 卯原内駅         | 3.5      | 76.6     |                                                       | 網走市                              |
| 二見中央仮乗降場 | -        | (80.2)   |                                                       | 網走市                              |
| 二見ヶ岡駅       | 5.5      | 82.1     |                                                       | 網走市                              |
| 大曲仮乗降場     | -        | (87.9)   |                                                       | 網走市                              |
| 網走駅           | 7.7      | 89.8     | 日本国有鉄道：石北本線・釧網本線                      | 網走市                              |

- 仮乗降場には営業キロが設定されていなかった。括弧内に実キロを記す。
- *: 1972年2月8日廃止。
- 大曲仮乗降場付近では石北本線も並行していたが、ホームは当路線のみに設置されていた。

## 廃止後の状況

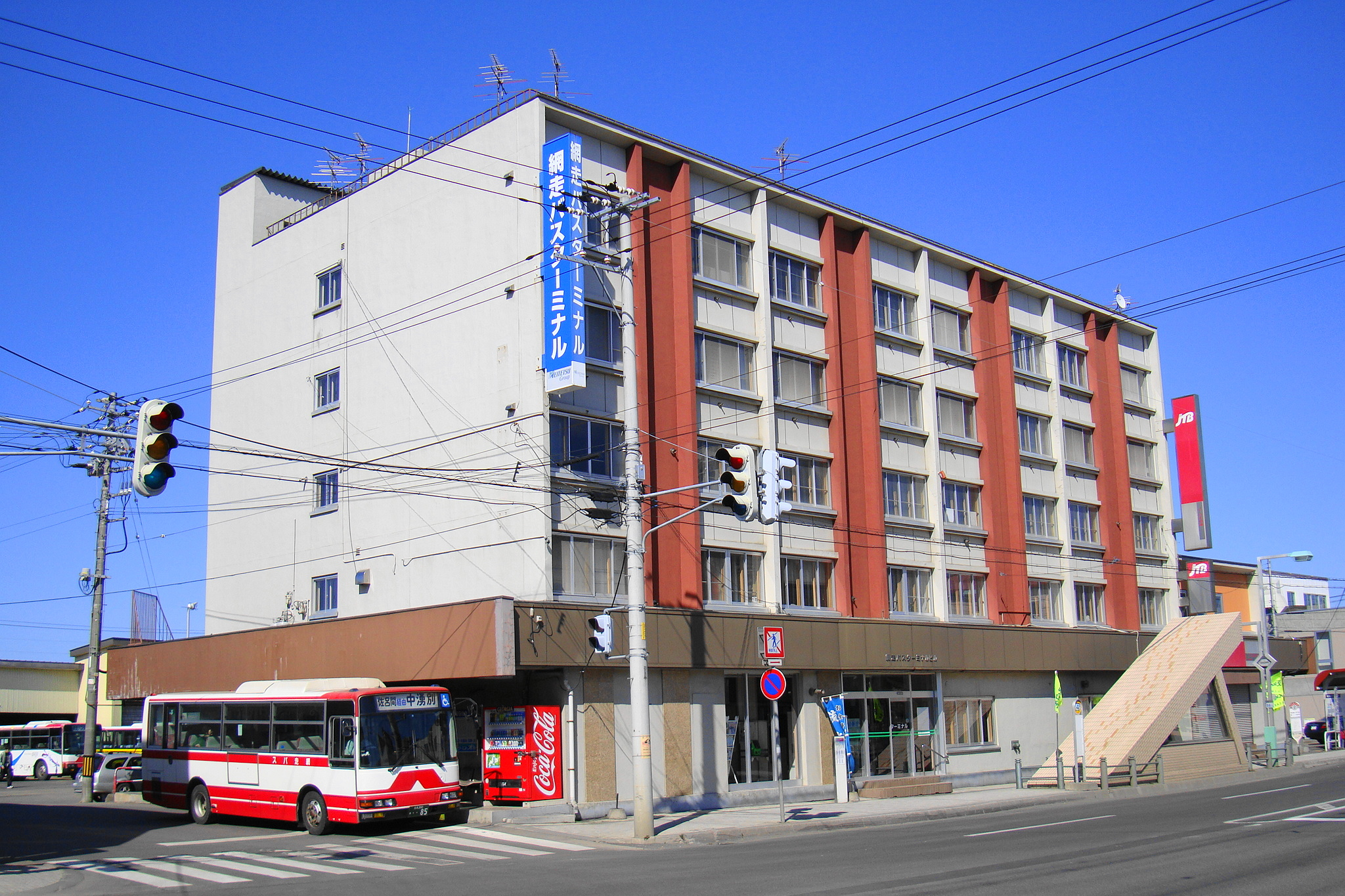
網走バスターミナルで発車を待つ中湧別行き（2009年4月）

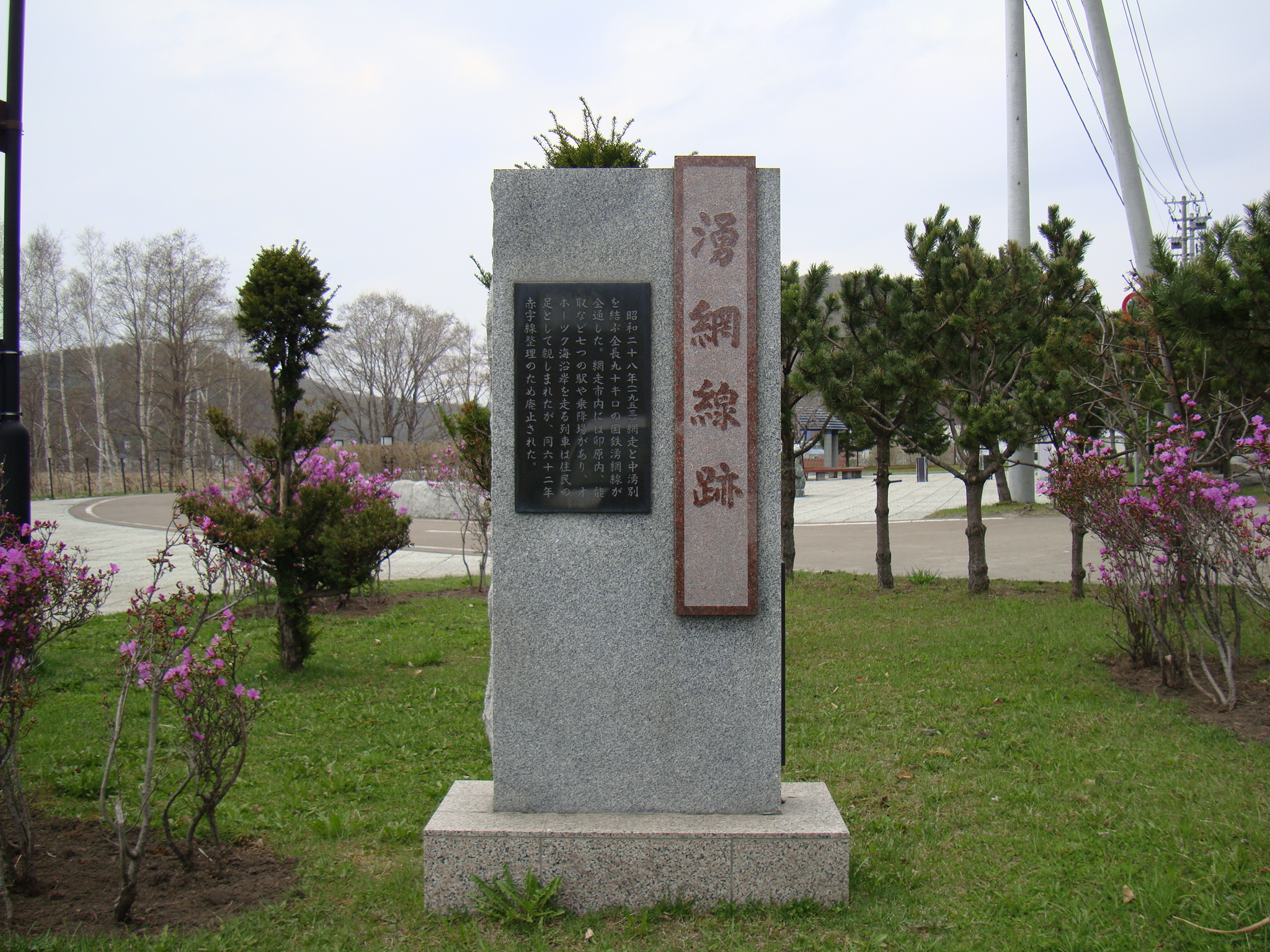
湧網線跡石碑

常呂駅跡の北見共立駅跡寄り - 大曲仮乗降場跡間の線路跡の大半が、サイクリングロードとして活用されている（北海道道1087号網走常呂自転車道線）。その他の区間は、路盤跡や橋桁が面影を残す程度となっている。駅跡は当時の駅舎はほとんど残っておらず、一部でバスターミナルとして建て替えられている。中湧別駅、計呂地駅、佐呂間駅、卯原内駅には車両が静態保存されている。

### 代替バス
鉄道廃止後は、代替として網走バスにより転換バス「湧網線」が中湧別 - 網走間で運行された。運行当初は、全線通しの他、中湧別 - 佐呂間、佐呂間 - 網走といった区間便や、佐呂間を経由しない幌岩経由の便も設定された。
しかし、乗客数減少、沿線自治体の財政負担増に加え、佐呂間町でスクールバス混乗による佐呂間町ふれあいバスの導入を行うことから路線廃止の提案が行われ、2010年（平成22年）10月1日に「湧網線」が廃止、網走 - 常呂・サロマ湖栄浦間の「常呂線」「サロマ湖栄浦線」に短縮された。
2021年時点では、旧鉄道並行区間に以下のような各バス路線の設定があるが、いずれも代替バスではないため廃止各駅をたどる経路とはなっておらず、町界をまたぐ区間では分断されている。また、一部路線は曜日限定や予約制となっている。
- 中湧別 - 計呂地：湧別町営バス計呂地・中湧別線[14]
- 浜床丹 - 佐呂間：佐呂間町ふれあいバス若里・トカロチ浜線[15]
- 佐呂間 - 浜佐呂間：佐呂間町ふれあいバス富武士線、浜佐呂間線[15]
- 北見共立 - 常呂：北海道北見バス常呂線[16]
- 常呂 - 網走：網走バス常呂線[17]

このほか、佐呂間町ふれあいバスが佐呂間 - 常呂間（希望者がいる日に限り網走まで延長）に週1日、2024年（令和6年）6月4日より湧別町営バスが中湧別 - 佐呂間間に予約制で週2日運行を行っている。また、北見市常呂町内を佐呂間町方面へ向かうバスとして、常呂町中心部と佐呂間町浜佐呂間との境界近くにある「サロマ湖入口」を結ぶ北見市営バス栄浦線がある。